# Andréi Vorontsévich
Andréi Konstantínovich Vorontsévich (en ruso: Андрей Константинович Воронцевич;  17 de julio de 1987 en Omsk, Rusia) es un jugador ruso de baloncesto profesional que pertenece a la plantilla del UNICS Kazan de la VTB. Con 2 metros y 7 centímetros juega en la posición de ala-pívot.

## Carrera
Vorontsévich hizo su debut profesional jugando para el Lokomotiv Novosibirsk durante la temporada 2005-2006. También fue parte de la selección de baloncesto de Rusia y jugó en el EuroBasket 2009.
Desde 2006 a 2020, formaría parte de las filas del PBC CSKA Moscú con el que lograría infinidad de títulos.
En la temporada 2020-21, abandona el club moscovita y firma por el BC Nizhny Novgorod.
En la temporada 2021-22, firma por el UNICS Kazan de la VTB United League.

## Palmarés
Equipo
- Liga de Rusia: 10

CSKA Moscú: 2006-07, 2007-08, 2008-09, 2009-10, 2010-11, 2011-12, 2012-13, 2013-14, 2014-15, 2015-16
- Copa de Rusia: 1

CSKA Moscú: 2010
- Euroliga: 3

CSKA Moscú: 2008, 2016, 2019
- VTB United League: 9

CSKA Moscú: 2008, 2010, 2012, 2013, 2014, 2015, 2016, 2017, 2018, 2019.
Individual
- MVP de los Playoffs de la VTB United League (2015)
- Jugador Defensivo del Año de la VTB United League (2015)